# CM-11 «Храбрый тигр»
CM-11 Brave Tiger — основной боевой танк (ОБТ), разработанный американской компанией General Dynamics и Центром разработки бронетанковой техники армии Китайской Республики. Был впервые представлен 14 апреля 1990 года. CM-11 представляет собой гибрид из шасси танка M60, оснащённого башней от более старого M48 Patton и системой управления огнём от M1 Abrams.

## История
В 1980 году Китайская Республика (Тайвань) создала Центр разработки бронетехники, которому было поручено разработать бронетехнику в сотрудничестве с General Dynamics. Разработка танка преследовала две основные цели: во-первых, избежать ограничений, установленных Совместным коммюнике США и КНР (Коммюнике от 17 августа), а во-вторых, позволить Тайваню иметь ОБТ второго поколения.
CM-11 — это танк-гибрид, использующий башню от M48A3 и корпус от танка M60A3, объединённые с новой системой управления огнём (СУО) от танка M1 Abrams. В США он получил обозначение M48H, где «H» означает гибрид, а в Китайской Народной Республике — обозначение CM-11 и название Brave Tiger (Храбрый тигр). 

## Конструкция
В 1988 году было завершено изготовление двух прототипов и был заказан выпуск 450 танков CM-11. Корпуса M60A3 был закуплены в Соединённых Штатах в 1987 году, а башни M48A3 и 105-мм пушки M68A1 были изготовлены Центром технического обслуживания и разработки артиллерийского вооружения армии. Командирские башенки были закуплены в Израиле и оснащены крупнокалиберными пулемётами M2 Browning, заряжающий вооружён пулемётом M240, спаренный танковый пулемёт также является M240. По обеим сторонам башни установлены дымовые гранатомёты M239, как у танка M60A3.

### Достоинства
Главными особенностью и преимуществом CM-11 являются то, что он имеет тот же уровень цифро-аналогового гибридного баллистического вычислителя, что и M1A1 Abrams. Танк имеет двухмерную систему прицеливания и стабилизации орудия, более совершенную, чем одномерный стабилизатор M60A3, тепловизор AN/VSG-2, усилитель изображения AN/VVS-2, лазерный дальномер AN/GVS-5 Nd-YAG. Это позволяет CM-11 вести огонь на ходу и вести ночной бой. У него также самая высокая вероятность попадания с первого выстрела по сравнению со всеми другими танками армии Тайваня.

### Недостатки
Основными недостатками CM-11 являются устаревшая конструкция, бронирование и основное вооружение. ОБТ Type 96 и Type 99 китайской НОАК вооружены 125-мм пушкой, против которой броня CM-11 не обеспечивает достаточной защиты. Военные знали об этом недостатке очень давно, и попытались внедрить динамическую защиту производства французской компании GIAT. Однако увеличение веса создавала чрезмерную нагрузку на торсионную подвеску шасси М60, поэтому планы по установке динамической защиты на танки были отложены до тех пор, пока не будет найдено решение. Дизельный двигатель Continental AVDS-1790-2 V12 мощностью 750 л.с. с двумя турбонагнетателями и воздушным охлаждением также является технологией 50-летней давности: он был представлен в феврале 1963 года на первых 600 переоборудованных танках M48A3 армии США.

Во время весеннего фестиваля 2012 года 542-я танковая бригада 6-го армейского корпуса сухопутных войск Китайской Республики начала учения по боевой готовности и впервые продемонстрировала танки CM-11, оснащенные динамической защитой. Разработанная Чжуншаньскиим институтом науки и технологии конструкция динамической защиты была изменена с целью снижения вероятности пробития корпуса.
- CM-11 (вид сбоку)
- CM-11 (вид сзади)

## Программа модернизации
В 2017 году Министерство национальной обороны Тайваня объявило о выделении 6,6 млн долларов США на разработку модернизации 450 танков M60A3 TTS, имеющихся в стране. Когда была объявлена программа модернизации, United Daily News сообщила, что танки CM-11 будут модернизированы следующими после программы M60A3.